# Margencel
Margencel ist eine französische Gemeinde im Département Haute-Savoie in der Region Auvergne-Rhône-Alpes.

## Geographie
Margencel liegt auf 473 m, fünf Kilometer südwestlich der Stadt Thonon-les-Bains (Luftlinie). Das Dorf erstreckt sich im Bas-Chablais an aussichtsreicher Lage rund 100 m über dem Südufer des Genfersees, auf einer Moräne des eiszeitlichen Rhonegletschers.
Die Fläche des 7,38 km² großen Gemeindegebiets umfasst einen Abschnitt am Südufer des Genfersees; die Seeuferlinie beträgt jedoch nur gerade 0,5 km. Das Gemeindeareal erstreckt sich vom flachen Seeufer (Golfe de Coudrée) südwärts über einen leicht ansteigenden Hang beiderseits des Tals des Ruisseau du Redon. Im Süden reicht das Gebiet in die ausgedehnten Waldungen der Forêt de Planbois, in der mit 530 m die höchste Erhebung von Margencel erreicht wird.

### Gemeindegliederung
Zu Margencel gehören neben dem eigentlichen Dorfzentrum verschiedene weitere Dörfer und Weilersiedlungen. Von Norden nach Süden sind dies:
- Port de Séchex (373 m) am Seeufer östlich der Mündung des Ruisseau du Redon
- Séchex (410 m) auf dem Plateau östlich des Ruisseau du Redon
- Peylevet (423 m) an der Hauptstraße
- Ronsuaz (435 m) in einem Seitentälchen des Ruisseau du Redon
- Revachaux (446 m) auf dem Plateau östlich des Ruisseau du Redon
- Bisselinge (460 m) bei Margencel
- Dursilly (475 m) auf der Moräne östlich von Margencel
- Zusinges (460 m) östlich des Ruisseau du Redon
- Jouvernex (460 m) auf einer Anhöhe westlich des Ruisseau du Redon

Nachbargemeinden von Margencel sind Anthy-sur-Léman im Norden, Allinges im Osten, Perrignier im Süden sowie Sciez im Westen.

## Geschichte
Das Gebiet um Margencel war schon sehr früh bewohnt. Die ältesten Spuren stammen aus dem Neolithikum. Auch aus der Römerzeit sind verschiedene Fundgegenstände erhalten. Erstmals urkundlich erwähnt wird der Ortsname jedoch erst im frühen 15. Jahrhundert.

## Sehenswürdigkeiten
Die Dorfkirche wurde im 15. Jahrhundert erbaut und seither mehrfach verändert. In Jouvernex sind spätmittelalterliche Häuser aus dem 16. Jahrhundert erhalten. Das Château de la Bédoyère stammt aus dem 19. Jahrhundert.

## Bevölkerung
| Jahr                       | 1962 | 1968 | 1975 | 1982 | 1990 | 1999 |
| Einwohner                  | 561  | 660  | 887  | 1035 | 1262 | 1429 |
| Quellen: Cassini und INSEE |      |      |      |      |      |      |

Mit 2261 Einwohnern (Stand 1. Januar 2022) gehört Margencel zu den kleineren Gemeinden des Département Haute-Savoie. In den letzten Jahrzehnten wurde ein kontinuierliches starkes Wachstum der Einwohnerzahl verzeichnet. Zwischen den Ortskernen entstanden größere Einfamilienhausquartiere.

## Wirtschaft und Infrastruktur
Margencel war bis weit ins 20. Jahrhundert hinein ein vorwiegend durch die Landwirtschaft geprägtes Dorf. Heute gibt es verschiedene Betriebe des lokalen Kleingewerbes sowie Bau- und Handelsfirmen. An der Hauptstraße ließen sich vor allem Betriebe des tertiären Sektors (Einkaufszentren) nieder. Zahlreiche Erwerbstätige sind Wegpendler, die in Thonon-les-Bains ihrer Arbeit nachgehen.
Margencel besitzt mit dem Port de Séchex einen kleinen Hafen und ist durch die Personenschifffahrt auf dem Genfersee mit den benachbarten Seeanstößergemeinden verbunden. Die Ortschaft liegt nahe der Hauptstraße N5, die von Genf nach Thonon-les-Bains führt. Weitere Straßenverbindungen bestehen mit Allinges und Anthy-sur-Léman.